# 발명의 날 (대한민국)
발명의 날 ( 發明의 날 )은 국민에게 발명의 중요성을 인식시키고 발명 의욕을 북돋우기 위하여 1957년 5월 19일 대한민국 상공부에서 지정한 대한민국의 기념일로, 매년 5월 19일이다.